# Euler (letecký výrobce)
Euler byla německá továrna na výrobu letadel, kterou v roce 1911 založil německý konstruktér August Euler ve Frankfurtu nad Mohanem. Jejím předchůdcem byla firma Euler-Flugmaschinenwerke, založená v říjnu 1908 Augustem Eulerem a Edmundem Rumplerem v Griesheimu.

## Seznam vyráběných typů letadel
- Euler B.I
- Euler B.II
- Euler B.III
- Euler C
- Euler C.I
- Euler D
- Euler D.I, kopie letounu Nieuport 11
- Euler D.II, kopie Nieuport 11
- Euler Dr.I
- Euler Dr.II
- Euler Dr.III
- Euler Dr.IV
- Euler Vierdecker
- Euler dreidecker
- Euler Versuchszweisitzer